# Ivy Island
Ivy Island ist eine unbewohnte Insel im Indischen Ozean vor der Küste des australischen Bundesstaats Western Australia. Die Insel gehört zu den Montebello-Inseln. Sie ist 78 Kilometer vom australischen Festland entfernt. 
Sie ist 700 Meter lang, 50 Meter breit und zwei Meter hoch. Die Nachbarinseln heißen Avicennia Island, Buttercup Island und Foxglove Island.